# Бантай Кдей
Бантай Кдей(кхмер. ប្រាសាទបន្ទាយក្តី, Prasat Banteay Kdei) («Цитадель Келий») — храмовый комплекс в Ангкоре в Камбодже. Современное название связано с наличием, как считается, монашеских келий. Был построен Джаяварманом VII в 1181 году, вероятно, на руинах буддийского храма, который был воздвигнут знаменитым архитектором Кавиндрариматханой ещё во времена правления Яшовармана II. Храм построен в стиле Байона и напоминает в плане Та Прохм и Пра Кхан, но менее сложный и меньше по размеру.
Монашеский комплекс постепенно разрушается из-за строительных ошибок и низкого качества песчаника. В разное время Бантай Кдей населяли монахи, однако стела с надписью, кому был посвящён храм, не найдена.